# روزان (مسلسل)
روزان مسلسل تلفزيوني أمريكي يعتمد على كوميديا الموقف عرض على هيئة الإذاعة الأمريكية من 18 أكتوبر 1988 إلى 21 مايو 1997 حيث تم تصوير 9 أجزاء بواقع 221 حلقات .

## القصة
تدور أحداث المسلسل حول ربة البيت روزان وعلاقتها بزوجها دان كونر وابنتيها داترلين وبيكي وابنها ديفيد وأختها جاكي هاريس وزوجها د.ج. كونر .

## الشخصيات
| الممثل(ة)       | الشخصية              | عدد الحلقات |
| روزان بار       | روزان كونر           | 221         |
| جون غودمان      | دان كونر             | 221         |
| لوري ميتكالف    | جاكي هاريس           | 221         |
| مايكل فيشمان    | د.ج. كونر            | 220         |
| سارة غيلبيرت    | دارلين كونر          | 219         |
| أليسيا غورانسون | بيكي كونر            | 146         |
| جوني غاليكي     | ديفيد هيلي           | 92          |
| ناتالي ويست     | كريستال أندرسون-كونر | 84          |
| غلين كوين       | مارك هيلي            | 74          |
| سارة تشالك      | بيكي كونر-هيلي       | 69          |
| --------------- | -------------------- | ----------- |

## جوائز المسلسل
| السنة | المهرجان                                | الجائزة                                         | الحاصل عليها |
| 1989  | مهرجان الفنانين الصغار                  | أفضل مسلسل تلفزيوني جديد                        | المسلسل      |
| 1989  | مهرجان خيارات قراء مجلة الناس الأمريكية | أفضل مسلسل تلفزيوني كوميدي جديد                 | المسلسل      |
| 1989  | المهرجان الأمريكي للكوميديا             | أظرف ممثلة رئيسية في مسلسل تلفزيوني             | روزان بار    |
| 1990  | المهرجان الأمريكي للكوميديا             | أظرف ممثل رئيسي في مسلسل تلفزيوني               | جون غودمان   |
| 1990  | مهرجان أسكاب لموسيقى السينما والتلفزيون | أفضل موسيقى في مسلسل تلفزيوني                   | المسلسل      |
| 1991  | مهرجان أسكاب لموسيقى السينما والتلفزيون | أفضل موسيقى في مسلسل تلفزيوني                   | المسلسل      |
| 1991  | مهرجان الفنانين الصغار                  | أفضل ممثل(ة) شاب(ة) كوميدي(ة) في مسلسل تلفزيوني | سارة غيلبيرت |
| 1992  | مهرجان الفنانين الصغار                  | أفضل ممثل(ة) شاب(ة) كوميدي(ة) في مسلسل تلفزيوني | سارة غيلبيرت |
| 1992  | مهرجان مشاهدي الجودة التلفزيوني         | أفضل ممثل في مسلسل ذو جودة عالية                | جون غودمان   |
| 1992  | مهرجان خيارات الأطفال                   | أفضل ممثلة تلفزيونية                            | روزان بار    |
| 1992  | مهرجان إيمي                             | أفضل ممثلة مساندة في مسلسل كوميدي               | لوري ميتكالف |
| 1992  | مهرجان أسكاب لموسيقى السينما والتلفزيون | أفضل موسيقى في مسلسل تلفزيوني                   | المسلسل      |
| 1992  | مهرجان غلاد للإعلام                     | أفضل مسلسل كوميدي                               | المسلسل      |
| 1993  | مهرجان الكرة الذهبية                    | أفضل ممثل في مسلسل تلفزيوني كوميدي/موسيقي       | جون غودمان   |
| 1993  | مهرجان الكرة الذهبية                    | أفضل ممثلة في مسلسل تلفزيوني كوميدي/موسيقي      | روزان بار    |
| 1993  | مهرجان الكرة الذهبية                    | أفضل مسلسل تلفزيوني كوميدي/موسيقي               | المسلسل      |
| 1993  | مهرجان هيومانيتاس                       | أفضل مسلسل من 30 دقيقة                          | المسلسل      |
| 1993  | مهرجان غلاد للإعلام                     | أفضل مسلسل كوميدي                               | المسلسل      |
| 1993  | المهرجان الأمريكي للكوميديا             | أظرف ممثلة رئيسية في مسلسل تلفزيوني             | روزان بار    |
| 1993  | مهرجان أسكاب لموسيقى السينما والتلفزيون | أفضل موسيقى في مسلسل تلفزيوني                   | المسلسل      |
| 1993  | مهرجان إيمي                             | أفضل ممثلة مساندة في مسلسل كوميدي               | لوري ميتكالف |
| 1993  | مهرجان إيمي                             | أفضل ممثلة رئيسية في مسلسل كوميدي               | روزان بار    |
| 1993  | مهرجان الفنانين الصغار                  | أفضل ممثل(ة) شاب(ة) كوميدي(ة) في مسلسل تلفزيوني | سارة غيلبيرت |
| 1994  | مهرجان الفنانين الصغار                  | أفضل كوميدي(ة) شاب(ة)                           | جوني غاليكي  |
| 1994  | مهرجان إيمي                             | أفضل ممثلة مساندة في مسلسل كوميدي               | لوري ميتكالف |
| 1994  | مهرجان أسكاب لموسيقى السينما والتلفزيون | أفضل موسيقى في مسلسل تلفزيوني                   | المسلسل      |
| 1995  | مهرجان الفنانين الصغار                  | أفضل ممثل شاب في مسلسل تلفزيوني كوميدي          | مايكل فيشمان |
| 1995  | مهرجان غلاد للإعلام                     | أفضل مسلسل كوميدي                               | المسلسل      |
| 1995  | مهرجان أسكاب لموسيقى السينما والتلفزيون | أفضل موسيقى في مسلسل تلفزيوني                   | المسلسل      |
| 1996  | مهرجان أسكاب لموسيقى السينما والتلفزيون | أفضل موسيقى في مسلسل تلفزيوني                   | المسلسل      |
| ----- | --------------------------------------- | ----------------------------------------------- | ------------ |

## روابط خارجية
- روزان على موقع IMDb (الإنجليزية)
- روزان على موقع ميتاكريتيك (الإنجليزية)
- روزان على موقع الموسوعة البريطانية (الإنجليزية)
- روزان على موقع روتن توميتوز (الإنجليزية)
- روزان على موقع كينوبويسك (الروسية)
- روزان على موقع ألو سيني (الفرنسية)
- روزان على موقع قاعدة بيانات الفيلم (الإنجليزية)